# 九龍巴士48A線
九龍巴士48A線是香港一條已取消的巴士路線。

## 歷史
- 1984年8月5日：本線投入服務，往來新田圍及荃灣碼頭。[2]
- 1984年9月30日：本線總站從新田圍遷往秦石。
- 1988年11月20日：本線繞經顯徑，翌日開辦輔助線48P，只於平日早上繁忙時間提供服務，來往顯徑及荃灣碼頭。48P提供服務時，本線不會繞經田心和顯徑。
- 1990年4月20日：配合城門隧道通車，本線停駛，由新線九龍巴士45X線(已取消)及九龍巴士46X線取代。

## 行車資料

### 取消前行車路線
- 往秦石方向：荃灣碼頭巴士總站→眾安街→大窩口地鐵站→國瑞路公園→昌榮路→葵涌道→呈祥道→大埔道→大圍道→海福花園→新翠邨→隆亨邨→下徑口村→顯田村→顯田遊樂場→香港駕駛學院→大圍火車站→車公廟→秦石邨石瑩樓→秦石巴士總站
- 往荃灣碼頭方向：秦石巴士總站→秦石邨石瑩樓→車公廟→張煌偉小學→田心村→雲疊花園→顯徑邨→顯徑邨顯慶樓→顯徑邨顯沛樓→隆亨邨→新翠邨→海福花園→大圍道→大埔道→呈祥道→葵涌道→昌榮路→葵涌健全街→大窩口地鐵站→眾安街→大河道→荃灣碼頭巴士總站